# Serraca subconferenda
Serraca subconferenda là một loài bướm đêm trong họ Geometridae.